# Moviment Comunista del País Valencià
El Moviment Comunista del País Valencià (MCPV) fou un partit polític d'esquerra radical i nacionalista, que operà al País Valencià i que estava federat en el Movimiento Comunista (MC).
Al marge de la presència en les eleccions, que només fou fructífera en alguns ajuntaments on s'aconseguiren alcaldies o regidors en les municipals de l'any 1979 (Aras de los Olmos, l'Olleria, Montaverner, Paterna, Silla) el MCPV fou capdavanter en les mobilitzacions de la transició. Es va integrar en plataformes com la Coordinadora d'aturats, la campanya 'Anti-OTAN' o el col·lectiu 'Mili KK' i es vincula a diversos corrents feministes i nacionalistes. En aquesta diversificació de les línies de treball fou guanyant pes la dimensió de moviment cívic, determinant l'evolució posterior. Es posen en primer pla la transformació social des de les xarxes ciutadanes i el pes de l'ètica i la solidaritat en les accions col·lectives i individuals.